# 지방도 제318호선
지방도 제318호선은 경기도 화성시 서신면 전곡해양산업단지와 이천시 장호원읍 송산삼거리를 잇는 경기도의 지방도이다.
본래 경부고속도로 기흥 나들목에서 끝났으나 2009년 2월 용인시 처인구 이동면과 원삼면을 연결하는 도로, 2010년 4월 용인시 처인구 원삼면과 이천시 설성면을 연결하는 도로가 개통되면서 신설 도로를 따라 구간이 연장되었고, 동시에 지방도 제326호선의 이동면 천리 ~ 원삼면 두창리 구간이 이 도로에 편입되었다. 이천시 설성면 수산리 ~ 안성시 일죽면 화봉리 구간은 지방도 제329호선과 중복되며, 용인시 기흥구 고매동 ~ 용인시 처인구 이동읍 천리 구간은 아직 미개통 상태이다.
2010년 지방도 노선 조정이 이루어져 '일죽 ~ 음성선' 구간이 지방도 제306호선으로 변경되었으며, 종점은 이천시 장호원읍으로 변경되었다.

## 연혁
- 2005년 3월 28일 : 기존 지방도 제318호선인 '일죽 ~ 생극선'을 폐지[2]
- 2005년 3월 28일 : 지방도 제318호선을 새로 지정[3]
- 2008년 5월 8일 : 탄도 ~ 송산간 도로(화성시 서신면 전곡리 ~ 상안리) 3.8km 구간 개통[4]
- 2008년 12월 12일 : 일죽 ~ 도계간 도로 확포장 공사로 인해 충청북도 음성군 삼성면 용대리 ~ 금왕읍 호산리 693m 구간 도로구역 변경[5]
- 2008년 12월 26일 : 충청북도 구간 도로구역 지정[6]
- 2009년 3월 1일 : 학일 ~ 고당간 도로(용인시 처인구 이동면 묵리 ~ 원삼면 독성리) 6.49km 구간 개통[7]
- 2010년 9월 : '일죽 ~ 음성선' 충청북도 구간이 지방도 제306호선으로 변경[8]
- 2016년 2월 23일 : 남양 ~ 구장간 도로(화성시 남양읍 무송리 ~ 팔탄면 하저리) 2.28km 구간 개통[9]
- 2019년 7월 11일 : 남양 ~ 구장간 도로(화성시 팔탄면 하저리 ~ 율암리) 총 2.4km 구간 확장 개통[10]
- 2019년 9월 20일 : 남양 ~ 구장간 도로(화성시 팔탄면 율암리) 194m 구간 확장 개통[11]

## 주요 경유지
- 화성시
  - 서신면 전곡해양산업단지 (지방도 제301호선과 분기) - 전곡 교차로 - 구봉터널 (600m) - 상안교 - 상안육교 - 상안 교차로 - 상안2 교차로 - 도꾸리덩고개
  - 마도면 도꾸리덩고개 - 백곡리 - 금당리 - 청원리 - 청원초등학교 - 쌍송리 - 마도 교차로 - 쌍송교
  - 남양읍 쌍송교 - 선들교 - 신남3리 - 화성서부경찰서 - 택지앞 교차로 - 화성시청 - 롤링힐스호텔 - 무송1교 - 무송 교차로 - 무송2교
  - 팔탄면 하저리 - 하저 교차로 - 하저교 - 율암1 교차로 - 팔탄2공단 교차로 - 밤뒤 교차로 - 율암2 교차로 - 팔탄 교차로 - 팔탄농협
  - 봉담읍 덕우리 - 팔탄입구삼거리 - (미개통 구간 덕리)
  - 정남면 (미개통 구간 백리 - 문학리 - 신리 - 발산리) - 신리사거리 - 정남2교 - 괘랑리
  - 안녕동 - 일진산업단지 - 신한미지엔아파트 - 안녕삼거리 - 안용중학교 - 송산교 - 병점육교 - 병점지하차도 교차로 - 진안동 - 능리 교차로 - 삼성전자 수원공장 - 반월 교차로 - 반월동 - 반월교차로 - 후문 교차로 - 반월삼거리

- 용인시
  - 기흥구 삼성반도체삼거리 - 농서지하차도 - 기흥동탄 나들목 - 오산천교 - 고매육교 - 기흥 나들목

- 화성시
  - 동탄동 영천동
  - 동탄동 중리사거리 - (미개통 구간 중동)

- 용인시
  - 처인구
    - 이동읍 (미개통 구간 서리) - 서리교삼거리 - 원천교차로오거리 - 천리삼거리 - 천리약국앞 - 용천초교앞 - 이동농협앞사거리 - 천리 - 용덕저수지 - 신원CC입구삼거리 - 묵리 - 장촌1 교차로 - 장촌2 교차로 - 문수산터널(1566m)
    - 원삼면 문수산터널(1566m) - 학일 교차로 - 학일리 - 세터말 교차로 - 문촌교 - 야광 교차로 - 독성1 교차로 - 독성 교차로 - 원삼1 교차로 - 원삼사거리 - 독성리 - 기상삼거리 - 두창사거리 - 평대사거리 - 두창리 - 두무재

  - 백암면 두무재 - 근삼리 - 영곡사거리 - 청미교 - 백봉 교차로 - 선달고개 - 백동사거리 - 지내사거리 - 고안리 - 초막터널(680m)

- 안성시
  - 일죽면 초막터널(680m) - 은석사거리 - 영창대군묘 - 고은터널(995m)

- 이천시
  - 설성면 고은터널(995m) - 대죽사거리 - 수산사거리 - 수산리 - 수산삼거리 - 장천삼거리 - 설성문화마을사거리 - 금당리 - 설성면사무소 - 장능리 - 신필리
  - 장호원읍 방추리 - 선읍리 - 송산리 - 송산삼거리

## 중복 구간
- 화성시 남양읍 신남3리 ~ 택지앞 교차로 : 국도 제77호선, 지방도 제313호선과 중복
- 화성시 팔탄면 팔탄농협 ~ 정남면 정남2교 : 지방도 제310호선과 중복
- 화성시 정남면 신리사거리 ~ 반월 교차로 : 지방도 제315호선과 중복
- 화성시 안녕동 신한미지엔아파트 ~ 동탄면 중리 : 국가지원지방도 제84호선과 중복
- 용인시 처인구 원삼면 독성 교차로 ~ 원삼1 교차로 : 국가지원지방도 제57호선과 중복
- 이천시 설성면 수산사거리 ~ 수산삼거리 : 지방도 제329호선과 중복

## 도로명
- 화성시 서신면 전곡해양산업단지 ~ 상안육교 : 전곡항로
- 화성시 서신면 상안육교 ~ 상안2 교차로 : 화성로
- 화성시 서신면 상안2 교차로 ~ 마도면 마도 교차로 : 마도로
- 화성시 마도면 마도 교차로 ~ 신남3통 : 신남로
- 화성시 남양읍 신남3리 ~ 화성시청 : 남양로
- 화성시 남양읍 화성시청 ~ 무송 교차로 : 시청로
- 화성시 남양읍 무송 교차로 ~ 무송 회전교차로 : 현대기아로
- 화성시 남양읍 무송회전교차로 ~ 하저교 : 무하로
- 화성시 팔탄면 하저교 ~ 구장사거리 : 시청로
- 화성시 팔탄면 구장사거리 ~ 팔탄농협 : 구장길
- 화성시 팔탄면 팔탄농협 ~ 봉담읍 팔탄입구삼거리 : 마당바위로
- 화성시 정남면 신리사거리 ~ 괘랑리 : 서봉로
- 화성시 정남면 괘랑리 ~ 신한미지엔아파트 : 만년로
- 화성시 신한미지엔아파트 ~ 반월 교차로 : 효행로
- 화성시 반월 교차로 ~ 반월삼거리 : 삼성1로
- 화성시 반월삼거리 ~ 용인시 기흥구 기흥 나들목 : 삼성2로
- 용인시 기흥구 기흥 나들목 ~ 화성시 중리사거리 : 영천로
- 화성시 중리사거리 ~ 중리 : 동탄기흥로502번길
- 용인시 처인구 이동읍 서리 ~ 천리삼거리 : 백자로
- 용인시 처인구 이동읍 천리삼거리 ~ 이동농협앞사거리 : 백옥대로
- 용인시 처인구 이동읍 이동농협앞사거리 ~ 원삼면 독성 교차로 : 이원로
- 용인시 처인구 원삼면 독성 교차로 ~ 원삼사거리 : 보개원삼로
- 용인시 처인구 원삼면 원삼사거리 ~ 두창사거리 : 백원로
- 용인시 처인구 원삼면 두창사거리 ~ 이천시 설성면 수산사거리 : 원설로
- 이천시 설성면 수산사거리 ~ 수산삼거리 : 노성로
- 이천시 설성면 수산삼거리 ~ 설성문화마을사거리 : 진상미로
- 이천시 설성면 설성문화마을사거리 ~ 장호원읍 송산삼거리 : 설장로